# Papillocepheus decoratus
Papillocepheus decoratus är en kvalsterart som beskrevs av Sandór Mahunka 1994. Papillocepheus decoratus ingår i släktet Papillocepheus och familjen Tetracondylidae. Inga underarter finns listade i Catalogue of Life.